# Saint-Luperce
Saint-Luperce és un municipi francès, situat al departament de l'Eure i Loir i a la regió de Centre – Vall del Loira. L'any 2007 tenia 884 habitants.

## Demografia

### Població
El 2007 la població de fet de Saint-Luperce era de 884 persones. Hi havia 324 famílies, de les quals 60 eren unipersonals (24 homes vivint sols i 36 dones vivint soles), 112 parelles sense fills, 132 parelles amb fills i 20 famílies monoparentals amb fills.
La població ha evolucionat segons el següent gràfic:
Habitants censats

### Habitatges
El 2007 hi havia 367 habitatges, 341 eren l'habitatge principal de la família, 18 eren segones residències i 8 estaven desocupats. 359 eren cases i 3 eren apartaments. Dels 341 habitatges principals, 305 estaven ocupats pels seus propietaris, 31 estaven llogats i ocupats pels llogaters i 5 estaven cedits a títol gratuït; 3 tenien una cambra, 15 en tenien dues, 45 en tenien tres, 79 en tenien quatre i 199 en tenien cinc o més. 266 habitatges disposaven pel capbaix d'una plaça de pàrquing. A 128 habitatges hi havia un automòbil i a 180 n'hi havia dos o més.

### Piràmide de població
La piràmide de població per edats i sexe el 2009 era:
| Homes | Edats   | Dones |
| ----- | ------- | ----- |
| 0     | 95 o +  | 4     |
| 0     | 90 a 94 | 4     |
| 8     | 85 a 89 | 8     |
| 0     | 80 a 84 | 8     |
| 0     | 75 a 79 | 16    |
| 16    | 70 a 74 | 16    |
| 32    | 65 a 69 | 16    |
| 20    | 60 a 64 | 8     |
| 16    | 55 a 59 | 32    |
| 44    | 50 a 54 | 36    |
| 56    | 45 a 49 | 44    |
| 24    | 40 a 44 | 44    |
| 28    | 35 a 39 | 12    |
| 24    | 30 a 34 | 28    |
| 32    | 25 a 29 | 24    |
| 40    | 20 a 24 | 20    |
| 56    | 15 a 19 | 16    |
| 40    | 10 a 14 | 12    |
| 36    | 5 a 9   | 24    |
| 12    | 0 a 4   | 24    |

## Economia
El 2007 la població en edat de treballar era de 599 persones, 448 eren actives i 151 eren inactives. De les 448 persones actives 424 estaven ocupades (231 homes i 193 dones) i 24 estaven aturades (6 homes i 18 dones). De les 151 persones inactives 57 estaven jubilades, 60 estaven estudiant i 34 estaven classificades com a «altres inactius».

### Ingressos
El 2009 a Saint-Luperce hi havia 352 unitats fiscals que integraven 908 persones, la mediana anual d'ingressos fiscals per persona era de 20.555 €.

### Activitats econòmiques
Dels 36 establiments que hi havia el 2007, 1 era d'una empresa extractiva, 4 d'empreses de fabricació d'altres productes industrials, 11 d'empreses de construcció, 3 d'empreses de comerç i reparació d'automòbils, 4 d'empreses de transport, 1 d'una empresa d'hostatgeria i restauració, 2 d'empreses immobiliàries, 8 d'empreses de serveis, 1 d'una entitat de l'administració pública i 1 d'una empresa classificada com a «altres activitats de serveis».
Dels 8 establiments de servei als particulars que hi havia el 2009, 1 era un paleta, 3 guixaires pintors, 1 fusteria, 1 lampisteria, 1 electricista i 1 empresa de construcció.
L'any 2000 a Saint-Luperce hi havia 12 explotacions agrícoles que ocupaven un total de 1.040 hectàrees.

## Equipaments sanitaris i escolars
El 2009 hi havia una escola elemental.

## Poblacions més properes
El següent diagrama mostra les poblacions més properes.